# Dietmar Herz

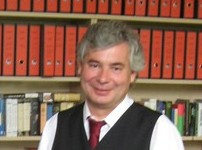
Dietmar Herz (2010)

Dietmar Herz (* 28. Dezember 1958 in Schwabniederhofen; † 7. März 2018) war ein deutscher Politikwissenschaftler und politischer Beamter. Er war Professor für Vergleichende Regierungslehre und Vorsitzender des Beirats der Willy Brandt School of Public Policy an der Universität Erfurt. Von 2009 bis 2014 war er Staatssekretär im Thüringer Justizministerium.

## Leben

### Ausbildung und wissenschaftliche Tätigkeit
Dietmar Herz absolvierte das Rhabanus-Maurus-Gymnasium St. Ottilien und studierte von 1981 bis 1987 Politikwissenschaft, Philosophie und Geschichte sowie Rechtswissenschaft an der Ludwig-Maximilians-Universität München. 1987 erlangte er den M.A. in Politikwissenschaft und 1988 legte er sein erstes Staatsexamen ab. Von 1987 bis 1989 absolvierte Herz als Stipendiat im McCloy Academic Scholarship Program ein Aufbaustudium der Politik- und Verwaltungswissenschaften an der John F. Kennedy School of Government der Harvard University, welches er mit dem Titel Master of Public Administration (MPA) beendete. In dieser Zeit war er auch als Teaching Fellow an der Harvard Law School tätig. Außerdem absolvierte er 1988 ein Praktikum bei der Michigan Public Services Commission in Lansing, der Hauptstadt des US-Bundesstaats Michigan.
Ab 1989 war er als Wissenschaftlicher Assistent am Geschwister-Scholl-Institut für Politische Wissenschaft an der Ludwig-Maximilians-Universität in München tätig und hatte dort einen Lehrauftrag für Politische Wissenschaft. 1991 wurde Herz mit einer Dissertation zum Thema Das kurze amerikanische Jahrhundert. Auf der Suche nach innerer und äußerer Ordnung promoviert. Von diesem Jahr an bis 1995 war er Dozent für die Deutsche Private Finanzakademie und übte in diesem Rahmen auch Beratungstätigkeiten aus. 1992 legte Herz sein zweites juristisches Staatsexamen ab.
In den Jahren 1994 und 1995 war er Stipendiat des Deutschen Studienzentrums in Venedig, von 1995 bis 1997 gewähltes Mitglied des Board of Directors der National Collegiate Conference Association.
1996 habilitierte sich Herz für Politikwissenschaft am Geschwister-Scholl-Institut der Ludwig-Maximilians-Universität München und war dort anschließend bis 1997 als Privatdozent tätig. Seine Habilitationsschrift erschien 1999 unter dem Titel Die wohlerwogene Republik. Das konstitutionelle Denken des politisch-philosophischen Liberalismus bei Schöningh.
1997 war Herz als Gastdozent am Helmut Kohl Institute for European Studies der Hebräischen Universität Jerusalem tätig. Im selben Jahr trat er eine Professur für Politische Wissenschaft am Seminar für Politische Wissenschaft an der Rheinischen Friedrich-Wilhelms-Universität in Bonn an und war dort Vertrauensdozent der Studienstiftung des deutschen Volkes. Außerdem hatte er von 1998 bis 1999 einen Lehrauftrag an der Ernst-Moritz-Arndt-Universität in Greifswald im Fach Internationale Politik und war 1999 bis 2000 Gastprofessor an der Vanderbilt University in Nashville, der Hauptstadt des US-Bundesstaates Tennessee.
Seit dem Jahre 2000 war Dietmar Herz Professor für Vergleichende Regierungslehre an der Universität Erfurt und war Beauftragter der Staatswissenschaftlichen Fakultät für das Professional School Project, welches in die Gründung der damaligen Erfurt School of Public Policy mündete.
Von 2001 an bis 2004 war Herz außerdem Vizepräsident der Universität Erfurt für Studium und Lehre. Von 2004 an war er Vizepräsident für Forschung, wissenschaftlichen Nachwuchs und internationale Angelegenheiten; 2006 bewarb er sich um die Präsidentschaft der Universität. Im Jahre 2006 trat er vom Amt des Vizepräsidenten zurück, nachdem im Zuge universitätsinterner Auseinandersetzungen um die Präsidentschaft Vorwürfe wegen des Verdachts von Unregelmäßigkeiten bei einer von Herz betreuten Promotion öffentlich wurden.
Dietmar Herz war außerdem seit Aufnahme des Lehrbetriebs 2002 bis 2006 Gründungsdirektor und seit 2008 wiederum Direktor der Erfurt School of Public Policy (ESPP, seit 2009 Willy Brandt School of Public Policy). Mit ihrem weiterbildenden Studium zum Master of Public Policy (MPP) war die ESPP der erste Anbieter eines Public-Policy-Studiums in Deutschland. Mit seinem Eintritt ins Thüringer Justizministerium wechselte Herz in den Beirat der Willy Brandt School.
Seit September 2007 war er als Inhaber der ersten Carl Friedrich von Martius-Gastprofessur des DAAD an der Universidade de São Paulo für ein Jahr mit dem Aufbau eines Instituts für Deutschland- und Europastudien an der größten Universität Brasiliens betraut.
Während seiner Tätigkeit als Staatssekretär in der Thüringer Landesregierung war Herz von seinem Lehrstuhl an der Universität beurlaubt.
Dietmar Herz starb im März 2018 nach längerer Krankheit im Alter von 59 Jahren und wurde am 14. März in seinem Heimatort Schwabniederhofen beigesetzt.

### Politische Tätigkeit
Herz gehörte der SPD an. Nach der Thüringer Landtagswahl 2009 wurde er am 4. November 2009 zum Staatssekretär im Thüringer Justizministerium unter Minister Holger Poppenhäger ernannt. Mit der Vereidigung des Kabinetts Ramelow I schied er im Dezember 2014 aus dem Amt. In einem Interview mit dem „Spiegel“ zog er im Februar 2015 eine ernüchternde Bilanz seines Ausfluges in die Politik.

## Werke (Auswahl)

### Bücher (Monographien)
- Geschichte Israels: Von der Staatsgründung bis zur Gegenwart. Verlag C.H. Beck, München 2018, ISBN 978-3-406-48024-9.
- USA verstehen. Primus Verlag, Darmstadt 2011. ISBN 978-3-89678-679-1.
- mit Christian Jetzlsperger: Die Europäische Union, Verlag C.H. Beck, München, 2. Auflage 2008.
- Die Amerikaner im Krieg: Bericht aus dem Irak im vierten Kriegsjahr, Verlag C.H. Beck, München 2007.
- mit Julia Steets: Palästina: Gaza und Westbank, Verlag C.H. Beck, München, 2. Auflage 2003.
- Die Vereinten Nationen: Entwicklung, Aktivitäten, Perspektiven, Fischer Taschenbuchverlag, Frankfurt am Main 2002.
- Simulation und Planspiel in den Sozialwissenschaften: eine Bestandsaufnahme der internationalen Diskussion, Lit-Verlag, Münster, Hamburg und London 2000.
- Die wohlerwogene Republik: Das konstitutionelle Denken des politisch-philosophischen Liberalismus, Schöningh-Verlag, Paderborn 1999.

### Herausgeberschaften
- mit Veronika Weinberger (Hrsg.): Lexikon ökonomischer Werke. 650 wegweisende Schriften von der Antike bis ins 20. Jahrhundert. Verlag Wirtschaft und Finanzen im Schäffer-Poeschel-Verlag, Stuttgart/Düsseldorf 2006, ISBN 978-3-87881-158-9.
- mit Peter J. Opitz (Hrsg.): Eric Voegelin: Ordnung und Geschichte. 10 Bände, Wilhelm Fink Verlag, München 2001–2005.

### Reportagen
- Morgenland ohne Morgen. Süddeutsche Zeitung Magazin Nr. 28/2009.
- Der Krieg am Ende der Welt. Süddeutsche Zeitung Magazin Nr. 22/2008.
- Good morning, Iraq (Teil 1, Teil 2), Süddeutsche Zeitung Magazin Nr. 12/2007.